# Decorsea schlechteri
Decorsea schlechteri là một loài thực vật có hoa trong họ Đậu. Loài này được (Harms) Verdc. miêu tả khoa học đầu tiên.